# G-1 (潜水艦)
|          |                                                               |
| 艦歴     |                                                               |
| 発注     | 1909年                                                        |
| 起工     | 1909年2月2日                                                  |
| 進水     | 1911年2月9日                                                  |
| 就役     | 1912年10月28日                                                |
| 退役     | 1920年3月6日                                                  |
| その後   | 1921年6月21日に標的艦として海没処分                           |
| 除籍     | 1921年8月29日                                                 |
| 性能諸元 |                                                               |
| 排水量   | 水上 400トン、水中 516トン                                    |
| 全長     | 161 ft (49 m)                                                 |
| 全幅     | 13 ft 1 in (4.0 m)                                            |
| 吃水     | 12 ft 2 in (3.7 m)                                            |
| 機関     |                                                               |
| 最大速   | 水上 14ノット (26 km/h) 水中 10ノット(19 km/h)                |
| 乗員     | 士官、兵員26名                                                |
| 兵装     | 18インチ魚雷発射管4門（甲板上） 18インチ魚雷発射管2門（艦首） |

G-1 (USS G-1, SS-19½) は、アメリカ海軍の潜水艦。G級潜水艦の1番艦。当初の艦名はシール (USS Seal) であった。

## 艦歴
シールは1909年2月2日にバージニア州ニューポート・ニューズのニューポート・ニューズ造船所で起工した。1911年2月9日にマーガレット・V・レイク（サイモン・レイクの娘）によって命名、進水し、1911年11月17日に G-1 と改名、1912年10月28日にニューヨーク海軍工廠で艦長ケネス・ホィッティング大尉の指揮下就役する。
シールはレイク・トルペード・ボート社が合衆国政府から発注された最初の潜水艦であった。しかしながらその要求は他の造船業者に対する要求に比べて最も厳しいものであった。同社はシールの建造中にその費用を受け取ることはなく、シールに要求された性能は世界の他の潜水艦とは比べものにならないくらい高かった。G-1 はその要求性能を満たし、いくつかの革新的技術を導入した。一対の固定式魚雷発射管を艦首に装備し、甲板上には水上艦艇の艦砲同様に4門の魚雷発射管を装備、潜水時に舷側に対して1発以上の魚雷を発射することができた。
ニューヨーク沖での整調後、G-1 はロードアイランド州の海軍水雷ステーションに移動、1913年1月30日に到着した。大西洋潜水小艦隊に配属され、G-1 は翌1年半をロングアイランド・サウンドおよびナラガンセット湾での潜水訓練および砲術訓練に費やした。1913年10月の最終検収公試に備えて G-1 はロングアイランド・サウンドで256フィートの深度への潜航を記録した。予算の問題で G-1 は1914年6月15日にニューヨークで予備役となった。
G-1 は1915年2月6日にニューヨークで艦長ジョセフ・M・ディーム中尉の指揮下再就役し、G-2 (USS G-2, SS-27) 、潜水母艦フルトン (USS Fulton, AS-1) と共にソノマ (USS Sonoma, AT-12) によって3月25日に牽引されチェサピーク湾を南に向かった。2日後にバージニア州ノーフォークに到着し、大西洋艦隊潜水小艦隊第3部隊の1隻としてハンプトン・ローズで艦隊訓練に参加した。4月2日、オールド・ポイント・コンフォート沖で G-1 は蒸気船オーシャン・ヴュー (Ocean View) と衝突、木製の艦首を破損した。
ノーフォークでの短期間の修理後、部隊はサウスカロライナ州チャールストンへ向けて巡航し、4月17日に到着した。近海を巡航する間、荒天のため2隻の潜水艦は激しく揺られ、スプリング油が漏れ、エンジンのリベットが飛び出した。チャールストンでの3週間におよぶ修理の後、2隻はフルトンおよび砲艦キャスティン (USS Castine, PG-6) と共に5月6日にニューヨークに向けて出航、3日後に到着した。
到着に際し大西洋艦隊潜水小艦隊総司令官副官のイエーツ・スターリング・ジュニア退役少将が両艦を検査し、G級潜水艦は現在の設計と比較すると粗くて能率が悪いと結論づけた。彼はそれらの軍事的価値は無いと考え、科学的な実験分野で使用すべきであると主張した。
G-1 は5月23日にニューヨークを出航し、ロードアイランド州ニューポートに向かった。同地で水雷訓練の訓練艦となる。さらに、ナラガンセット湾での港湾防衛と偵察戦闘演習に従事した。6月にニューヨークで小修理を受け、その後任務を継続、10月3日に潜水母艦オザーク (USS Ozark, BM-7) と共にチェサピーク湾への訓練巡航に向かった。フィッシャーマンズ島沖での数日間の訓練の後、G-1 は10月12日にニューポートに帰還し検査と乗組員の交代が行われた。1週間後にコネチカット州ニューロンドンのニューロンドン潜水艦基地に向かった。
12月4日、G-1 の乗組員が電池の充電を行っている間に循環ポンプが故障し、左舷主機が激しく加熱した。この事故による修理と、操舵装置のオーバーホールがニューヨークで行われ、その作業は13ヶ月間継続した。ドックでの作業中の1916年6月12日に G-1 には SS-19½ の船体番号が与えられた。乗組員の慣熟訓練が数日間行われた後、1917年1月23日にニューロンドンに向けて出航した。
G-1 はニューロンドンで実験・訓練艦として新たなスタートを切った。ニューロンドンに新たに設立された潜水艦基地および潜水学校での訓練艦任務に従事し、拡張された潜水艦部隊に配属される士官および兵の訓練を行った。同時にアメリカ合衆国の第一次世界大戦への参戦に際し、G-1 は潜水艦網および探索装置の実験を行った。その後もマサチューセッツ州ナハント、プロヴィンスタウンで同様の任務に従事し、駆逐艦エールウィン (Destroyer No. 47) 、哨戒艇マーガレット (USS Margaret, SP-527) による聴音装置の開発実験と、通信装置「Kチューブ」の実験を支援した。1918年6月に沖合でUボートが観測されたと報告を受け、G-1 は船団の護衛としてナンタケット沖で4日間の潜望鏡および聴音偵察を2度行った。
第一次世界大戦が終了すると、G-1 はニューロンドンの音響学校で下士官兵の訓練を行った。1919年8月、検査局の監査に不合格となり、G-1 はニューロンドンで廃棄のため保管される。1920年1月30日にフィラデルフィア海軍造船所に牽引され、機材が取り外された後3月6日に退役した。G-1 は爆雷試験の標的艦に指定され、6月9日に兵器局の管理下に入った。
1920年に G-1 は、SS-20 の船体番号が与えられた。SS-20 という番号は F-1 (USS F-1, SS-20) に既に与えられていたが、F-1 は1917年に退役していたため、就役期間が重複することはなかった。
1921年5月に掃海艇グレーブ (USS Grebe, AM-43) によってナラガンセット湾へ牽引された G-1 は、6月21日にテーラーズ・ポイント沖で8発の実験用爆雷の攻撃を受けた。爆雷の爆発で船体は損傷を受け海水が氾濫、90フィートの海底に着底した。何回かの引き揚げの試みはいずれも失敗し、船体は公式に放棄された。G-1 は1921年8月29日に除籍された。